# Primula concinna
Primula concinna är en viveväxtart som beskrevs av David Allan Poe Watt. Primula concinna ingår i släktet vivor, och familjen viveväxter. Inga underarter finns listade i Catalogue of Life.